# Maganja da Costa (distrito)
Maganja da Costa é um distrito da província da Zambézia, em Moçambique, com sede na vila de Maganja da Costa. Tem limite, a norte e leste com o distrito de Mocubela, a norte com o distrito de Mocuba, a oeste com o distrito de Namacurra e a sul e sudeste com o Oceano Índico.

## Demografia
Em 2007, o Censo indicou uma população de 276 881 residentes. Com uma área de 7597  km², a densidade populacional rondaria os 36,45 habitantes por km².
De acordo com o censo de 1997, o distrito tinha 229 230 habitantes e uma área de 7597 km², daqui resultando uma densidade populacional de 30,2 habitantes por km².
| 1980    | 1997    | 2007    |
| 205 561 | 229 230 | 276 881 |

## Divisão administrativa
O distrito está dividido em dois postos administrativos, Maganja da Costa, e Nante, compostos por um total de 8 localidades e a vila de Maganja:
- Posto Administrativo de Maganja da Costa:
  - Vila de Maganja da Costa
  - Bala
  - Cabuir
  - Cariua
- Posto Administrativo de Nante/Baixo Licungo:
  - Alto Mutola
  - Moneia
  - Muôloa
  - Nante
  - Nomiua

Nalgumas referências, o posto administrativo de Nante é indicado como Baixo Licungo.